# ليام كورمير
ليام كورميّر هو مغني كندي، ولد في 9 فبراير 1980.

## وصلات خارجية
- ليام كورمير على موقع ميوزك برينز (الإنجليزية)
- ليام كورمير على موقع ديسكوغز (الإنجليزية)